# История на Азербайджан
Азербайджан (на азербайджански: Azərbaycan) е страна в Кавказкият регион на Евразия. Страната граничи с Каспийско море на изток, с руската автономна република Дагестан на север, с Грузия на северозапад, с Армения и Турция на югоизток и с Иран на юг. Азербайджан е дом на различни етноси, основният от които са азербайджанците, тюркска етническа група, която наброява близо 9 милиона души в страната.
По време на мидийското и персийско управление много кавказки албанци приемат зороастризма, после християнството до идването на арабите, които са мюсюлмани и най-вече на турците мюсюлмани. Смята се, че тюркските племена пристигат на малки банди като войни гази и техните завоевания водят до турцизация на населението, особено след като местните кавказки и ирански племена приемат турския език на огузите и приемат исляма за период от няколкостотин години.
След Руско-иранските войни от 1813 година и 1828 година Империята Каджар е принудена да даде всичките си територии в Кавказ на Руската империя, а договорите от Гулистан от 1813 и Туркменчай от 1828 година определят крайните граници между Царска Русия и Каджарски Иран.
Районът на север от река Аракс в който е и територията на съвременната република Азербайджан е бил иранска територия до окупирането ѝ от Русия. След договора от Туркменчай Персия признава руския суверинитет над Ереванското ханство, Нахичеванското ханство и остатъка от Талишкото ханство.
След повече от 80 години колонизация при Руската империя в Кавказ през 1918 година е създадена Демократична република Азербайджан. Тя просъществува до 1920 година, когато е нападната от съветски сили и остава в рамките на СССР до 1991 година като съставна република под името Азербайджанска съветска социалистическа република.

## Праистория

### Палеолит
Азихската пещера във Физулинския район на Азербайджан се смята за едно от местата обитавано някога от древни човешки предшественици в Евразия. Останки от Ашелската култура на възраст 700 000 години са открити в най-долните слоеве на пещерата. През 1968 година Мамадали Хюсеинов разкрива части от челюст на ранен човешки предшественик на възраст 300 000 години, което са най-старите човешки останки откривани някога в СССР. Тази култура е една от най-старите и в много отношения подобна на открията на Луис Лики в дефилето Олдувай в Танзания и откритията в пещерата Ласко в Югоизточна Франция.
Други останки от палеолита са открити в Авейдаг, Таглар, Дамили, Йатагери, Даш Салахли и други места. Издълбани рисунки върху скалите са намирани и в национален парк Кобустан, южно от Баку. На тези рисунки, датирани от мезолита могат да се видят сцени на лов, риболов, труд и танци.

### Каменно-медна епоха
Каменно-медна епоха (още Енеолит или Халколит) (разпростираща се между 6 и 4 хилядолетие преди Христа) е период на преход от Каменната епоха до Бронзовата епоха. Много поселения от този период са открити в Азербайджан, а артефакти датирани с въглерод показват, че през този период хората са строили домове, правели са медни сечива и върхове на стрели и са запознати с неполивно земеделие.

### От бронзова до желязна епоха
На територията на Азербайджан се пресичат пътищата и влиянията на древни племена и цивилизации като Шумер и Елам. Най-ранните заселници са кавказците, които се заселват първоначално в Южен Кавказ. Техни най-известни днешни наследници са кавказките албанци.
През 8 век пр. Хр. полуномадските племена на кимерийците и скитите се установяват на територията на кралство Мана. Асирийците също създават цивилизация, която процъфтява на запад от езерото Урмия във вековете преди създаването на Мидия и Албания. Повечето от древните документи и надписи използвани за исторически анализ на района идват от асирийците и от кралство Урарту. Освен тях западните учени използват и източници от Древна Гърция, арабите, Древен Рим и такива от Ахеменидската империя.
Смята се, че кавказките албанци са най-ранните хората, населявали Азербайджан. Сред първоначалните нашественици са скитите през 9 век преди Христа. Южен Кавказ е завладян от Ахеминидите около 550 г. пр. Хр. През този период зороастризма се разпространява в Азербайджан. Ахменидите на свой ред са победени от Александър Велики през 330 година пр. Хр. След упадъка на Селевкидите, Велика Армения поема контрола над части от днешен Азербайджан, което се случва между 190 пр. Хр. и 428 година сл. Хр. Кавказките албанци създават кралство през 1 век пр. Хр. и остават независими до 252 година, когато Сасанидите правят територията им провинция на своето кралство. Кавказкият албанец владетел крал Урнаир официално приема християнството като религия на държавата си през 4 век, а Албания остава християнска държава до 8 век. Сасанидският контрол приключва с тяхната загуба от абасидите през 643 г.
Последователна миграция и заделване на Евразийските и централноазиатски номади продължава да бъде познат модел в историята на Кавказ от ерата на Сасанидската империя до появявата на азербайджанските турци през 20 век. Сред иранските номади, които навлизат в Азербайджан са скитите, аланите, кимерийците. Алтайските номади като хазари и хуни навлизат в района по време на хунската и хазарската ера. Стените и укрепленията на Дарбанд са построени по времето на Сасанидите, за да блокират номадите, идващи през кавказкия проход. Въпреки това тези номади не създават постоянни селища.

## Античност

### Управление на Ахменидите и Селевкидите
След отхвърлянето на управлението на мидийците, територията на днешен Азербайджан е нападнат от персийския цар Кир II в 6 век Тази най-ранна по своята поява Персийска империя има огромно влияние върху местното население чрез своята религия – зороастризма. Много от местните хора от Кавказка Албания са известни като поклонници на огъня, което може да е знак за вяра в зороастризма.
Империята съществува над 250 години и е завладяна от Александър Македонски, което води до увеличаване на влиянието на елинистичната култура в бившата Персийска империя. Селевкидските гърци наследяват Кавказ след смъртта на Александър през 323 година пр. Хр., но в крайна сметка са притиснати от Рим, гърци-отцепници от Бактрия и най-вече от партите, друго иранско номадско племе от Централна Азия. Това в крайна сметка води до сериозни загуби в североизточните територии на Селевкидите от края на 4 век до 3 век пр. Хр. Това позволява за първи път на местното население да създаде свое независимо царство откакто е паднало под властта на мидийците.

### Кавказка Албания, Римо-партско съперничество и Сасанидско завладяване
Албанското царство се обединява около местната кавказка идентичност, за да изгради уникална държава в район огромни империи. Все пак, през 2 и 1 век пр. Хр. арменците откъсват значителни територии от царството и завладяват Карабах и Утик, населени с различни албански племена, като Удини, гаргариани и каспийци. По това време границата между Албания и Армения върви по река Кура.
След като района става арена на войни между Римската империя и Партското царство, по-голямата част от царството попада под влиянието на римските легиони на Помпей Велики, а на юг контрола на земите му са поети от партите. До наши дни е достигнал къс скала, намерен южно от Баку с издълбан римски надпис на него. Той е изписан от XII Мълниеносен легион по времето на император Домициан.
След разделението на Армения между Византия и Персия през 387 г. сл. Хр. албанските царе получават контрол над провинциите Ути и Арцах (намираща се южно от Кур), когато сасанидските царе награждават албанските аршакиди за тяхната верност към Персия.
Средновековни историци като Мовсес Хоренаци и Мовсес Каганкатваци пишат, че албанците приемат християнството през 4 век чрез усилията на Григорий Просветител от Армения. Албанският цар Урнайр приема християнството като официална религия на царството. Обаче то се разпространява в Албания само частично, а голяма част от албанците и персийците остават зороастрийци до ислямското им завладяване.

## Средновековие

### Ислямско завладяване
Арабите побеждават Сасанидите и византийците, когато навлизат в района на Кавказ. Те правят Кавказка Албания своя васална държава след като преодоляват християнската съпротива, водена от принц Джаванхир през 667 година. Между 9 и 10 век, арабите започват да наричат района между реките Кура и Аракс Аран. По това време арабите от Басра и Куфа идват в Азербайджан и заемат земите, които местните са изоставили.

### Селджуките и държави наследници
Периодът на селджуките от историята на Азербайджан е може би още по-жизненоважен от арабското завладяване, що се отнася до оформянето на етнолингвистичната националност на модерните азербайджански турци.
След упадъка на Абасидския халифат, територията на Азербайджан е под влиянието на множество династии като Салариди, Саджиди, Шададиди, Рававиди и Буиди. В началото на 11 век територията на Азербайджан са постепенно завзети от огузите, идващи от Централна Азия. Първата от тези тюркски династии е Газнавиди от северен Афганистан, която завзема част от Азербайджан през 1030 година. Те са последвани от Селджуките – западен клон на огузите и завладяват цял Иран и Кавказ и поемат в посока на Ирак, където свалят династията на Буидите в Багдат през 1055 година.
Селджуките се превръщат в основните владетели на огромна империя, която включва цял Иран и Азербайджан докрая на 12 век. По време на тяхното управление влиятелния везир на селджукските султани Низам ал-Мулк (известен персийски учен и администратор) е известен с това, че помага да се въведат редица образователни и административни реформи. Неговата смърт през 1092 година отбелязва началото на упадъка на някога добре организирана селджукска държава, който упадък се засилва след смъртта на султан Ахмад Санджар през 1153 година.
На местно ниво селджукските владения са управлявани от атабегове, които технически са васали на селджуксите султани, но понякога стават дефакто владетели сами по себе си. Титлата „атабег“ е разпространена по време на селджукското управление в Средния Изток през 12 век. Под тяхното управление от края на 12 век до началото на 13 век, Азербайджан е важен културен център на тюрките. Дворците на атабег Елдегизидите (елдениз) и Ширваншаховете приемат изтъкнати хора на своето време, много от които са били изключителни мюсюлмански учени и творци. Най-известните владетели-атабегове е Шамс ал-дин Елдекиз (Елдениз).
Времето на селджукското управление е време на голям прогрес в различни науки и философии, постигнат от учени като иранците Бахманяр, Хатиб Табризи, Шахаб ал-дин Сухраварди и други. Персийски поети като Низами Ганджеви и Хакани Ширвани, които живеят в този район са олицетворение на най-висшата точка на персийската литература. Отделно през 12 век в района се строят интензивно крепостни стени, джамии, училища, мавзолеи и мостове в Баку, Ганджа и Абшерон и то в уникалния архитектурен стил на селджуките. През 1225 година Джелаледин Харазъмшах от Хорезъмската империя слага край на управлението на атабеговете.

### Монголско и илханидско управление
Монголското нашествие в Средния Изток и Кавказ представлява опустошително събитие за Азербайджан и повечето негови съседи. От 1220 година Бегин бег започва да плаща данък на монголите. Джебе и Субетей създават малки неутрални държави. През 1231 година монголите окупират по-голямата част от Азербайджан и убиват шаха на Хорезъм Джелал ад-дин Мингбурну. През 1235 година монголите на път за Киевска Рус унищожават градовете Ганджа, Шамкир, Товуз, Шабран. Към 1236 година цялото Задкавказие е в ръцете на Угедей хан.

### Краят на монголското управление и съперничеството между Кара-Коюнлу и Ак-Коюнлу
Последният илханидски владетел Абу Саид умира без да остави наследник, което води илханидската държава до разпад на по-малки султанати. Следващата държава на територията на Азербайджан се появява около 1330 година и се нарича Джаларидски султанат. Той управлява Ирак, западна Персия и по-голямата част от Азербайджан. Джаларидският султанат просъществува около 50 години до разрушаването му при завоеванията на Тамерлан и въстанията на Кара-Коюнлу още известни като черноовчи тюрки (по знака на знамето им).
Първият джалайридски владетел е Хасан Бузург (ум. 1356), който се възкачва на трона в Табриз през 1337 година. Неговият син Шаих Уваис побеждава повечето от сериозните си потенциални съперници, „чобаниди“ (наследници на Амир Чобан), за да укрепи властта си. Той управлява Азербайджан от 1360 до 1374 година в период на мир и стабилност. След управлението на слабия султан Хюсеин държавата на Джалайридите започва да упада.
Тамерлан (Амир Тимур) започва унищожително нашествие пред 1330 година в Азербайджан и временно завзема Азербайджан в огромните си владения, които заемат голяма част от Евразия. Държавата на Ширваншаховете при управлението на Ширваншах Ибрахим I са също васали на Тамерлан и го подпомагат във войната му с монголския владетел Токтамуш от Златната орда. През този период Азебайджан преживява социални вълнения и религиозни противоборства поради сектантския конфликт започнат от движения като бекташи и хуруфизъм.
След смъртта на Тимур през 1405 година, неговият четвърти син Шахрух идва на власт и управлява до 1446 година. На запад от владенията му изникват две нови съперничещи държави – Кара Коюнлу, разположена около езерото Ван и Ак Коюнлу (или белоовчи тюрки), населяващи района на Диарбекир. Отначало по-силни са Кара Коюнлу, когато техният владетел Кара Юсуф пленява Султан Ахмад и завладява Южен Азербайджан през 1410 година, като установява своята столица в Табриз. При управлението на Джанан шах държавата увеличава територията си в посока централен Иран и на изток до Хорасан. По-късно Ак Коюнлу засилва своето влияние и техният владетел Узун Хасан побеждава Джахан шах и държавата му през 1468 година. Узун Хасан управлява цял Иран, Азербайджан и Ирак до смъртта си през 1478 година. Двете държави Ак и Кара Коюнлу продължават традициите на Тимур и са щедро развиват литературата, поезията и изкуства като известната ислямска живопис.

### Ширваншахове
Ширван шах или Шарван шах, е титла в Средновековния ислямски свят на персианизирана династия от арабски произход. Ширваншаховете създават местната азерска държава и са владетели на Ширван, исторически регион в днешен Азербайджан. Ширваншаховете създават най-дългата ислямска династия в ислямския свят.
Ролята на държавата им е важна в националното развитие на Азербайджан. Ширваншаховете поддържат висока степен на автономия като местни владетели и васали от 861 до 1539 година и осигуряват непрекъснатост на династията си, която продължава повече от всяка друга в ислямския свят. Има два периода на независима ширванска държава – първият е през 12 век при султаните Манучер и Акситан, който построява крепостта Баку и вторият е през 15 век при династията Дербенид. Между 13 и 14 век ширваншаховете са васали на монголците и Тамерлан.
Ширваншаховете Халилула I и Фарук Ясар управляват в изключително стабилен период в историята на династията. Архитектурният комплекс „дворец Ширваншах“ в Баку (който също е гробница на династията) и други са построени по време на управлението на тези двама владетели в средата на 15 век. Владетелите-ширваншахове са били повече или по-малко ортодоксални сунити и се противопоставят на шиитския ислям на Сефевидския суфитски орден. През 1462 година Шейх Джунейд, лидера на Сефавидите е убит в битка срещу ширваншаховете близо до град Гуса (той е погребан в село Хазра) – събитието, което предопределя последвалите сафавидски действия, водещи до нова фаза в историята на Азербайджан.

## Сефевидите и възхода на шиитския ислям
Сефевидите са били суфи религиозен орден, разположен най-вече в Иран и образуван през 30-те години на 14 век от Шейх Сафи ал-Дин (1252-1334) и на чието име е наречен.
Този орден открито се превръща в неортодоксален клон на шиитския ислям до края на 15 век. Някои последователи на сефевидите, най-вече къзълбашките турци вярват в мистичната и езотерична природа на владетелите си и отношението на последните към рода на Али, а оттук са ревностно предразположени да се бият за тях. Сефевидските владетели твърдят, че са наследници на самия Али и неговата жена Фатима, дъщеря на Мохамед чрез седмия имам Муса Ал-Казим. Броят на къзълбашине расте към 16 век и техните генерали успяват да проведат успешна война срещу държавата Ак Коюнлу и да завладеят Табриз.
Сефевидите водени от Исмаил I разширяват територията си в Ардабил, завладявайки Кавказ, части от Анатолия, Месопотамия, Централна Азия и западните части на Южна Азия. През 1501 година Исмаил обсажда Баку и преследва сунитските ширваншахове.
По време на управлението на Исмаил I и неговия син Тахмасп I шиитския ислям е наложен на бившето сунитско население на Иран и Азербайджан. Налагането на шиитския ислям е особено остро в Ширван, където голямо сунитско население е изклано. Иран се превръща във феодална теокрация през този период, а шаха се превръща в глава на държавата и религията. Пак по това време къзълбашките владетели са определени за вакили (или правни администратори) и за тях са създадени места в провинциалната администрация и в класовете по улеми.
Войните със сунитската Османска империя, сериозни съперници на Сефевидите продължават през управлението на шах Тахмасп. През 80-те години на 16 век важните градове за Сефевидите Шамака, Ганджа и Баку са завладени от османците.
При управлението на Абас I Велики (1587–1630) монархията е на върха на славата си и в нея започва да се развива персийска национална идентичност, която се слива с шиитския ислям. Управлението на Абас I представлява най-високата точка на развитие на държавата, а през 1603 година той успява да отблъсне османските турци и да си върне отново цял Кавказ, включително това, което е днешен Азербайджан и Ширван. Бидейки наясно със силата на намесата на къзълбашите той продължава същата политика като своите предшественици, а именно пълна интеграция на Кавказ и неговото население в персийското общество. За да изпълни това той депортира хиляди грузинци, арменци и черкези в Иран, които израстват във военната, кралската и гражданската власт, ефективно убивайки феодалните къзълбаши. Тези обърнали се към исляма кавказци (често наричани гулами) са напълно верни на шаха, а не на техните племенни водачи за разлика от къзълбашите. Техните потомци продължават да са в Иран заедно с Ирански арменци, Ирански грузинци и черкези.

## Ханство в края на 18 и началото на 19 век и края на иранското управление
Докато в Сефевидската държава избухва гражданска война, по-голямата част от Азербайджан е завладяна от османците през 1722 година и владяна до 1736 година. От 1722 до 1735 година при управлението на Петър Велики бреговата ивица на Каспийско море с градовете Дербент, Баку и Салиан попада за кратко под властта на Имперска Русия.
След разпада на империята на Сефевидите Надир шах (Надир Гули Бей) ирански военен гений от тюркски произход идва на власт. Той взема контрола над Иран и изгонва афганците през 1729 година и продължава към Делхи, за да изпълни мечтата си за още една велика персийска империя. Тъй като той не подсилва персийската си база това изтощава войската му. Надир получава ефективен контрол на шах Тахмасп III и управлява като регент на малолетния Абас III до 1736 година, когато самият Надир се възкачва на престола като шах. Коронацията му се провежда в Муган на днешната територия на Азербайджан. За кратко време Надир завладява толкова много територия, колкото не е имала държавата от времето на Сасанидите. Във владенията му влизат Кавказ, Месопотамия, части от Анатолия, големи части от Централна Азия. Той дори разбива моголите в Битката при Карнал и след това обсажда и плячкосва Делхи.
След убийството на Надир Шах през 1747 година персийската империя се разпада. Няколкото мюсюлмански ханства, които са създадени по време на Сефевидите и Афшаридите стават де факто независими. Бившите евнуси Ага Мохамед Хан от Каджарите сега може да се обърне към възстановяване на външните провинции на Сефевидското и Афшаридското кралство. Завръщайки се в Техеран през пролетта на 1795 година той събира армия от 60 000 души конница и пехота и решава да тръгне за Азербайджан с намерението да завладее отново изгубените от османците и руснаците територии, включително страната меду реките Аракс и Кур. В този район има редица независими ханства, най-важното от които е Карабах със столица Шуша, Ганджа с едноименната си столица, Ширван със столица Шамакхи и на северозапад на двата бряга на Кура християнска Грузия (Гурджистан) със столица Тифлис, всички те в същото време остават под номинален персийски сюзеренитет. Ханствата са заети в непрекъснати войни помежду си и с външни опасности. Най-силният хан е сред северните ханове и се казва Али хан от Куба (умира 1783 година). Той успява да обедини повечето от съседните ханства под своя власт и дори провежда експедиция за превземането на Тебриз от династията Занд. Друго могъщо ханство е Карабахското, което превзема части от съседното Нахичеванско ханство и части от Ериванското ханство.
До 1796 година Ага Мохамед хан напада и превзема отново цялата предишна територията, която е изгубена, включително и Кавказ чак до Дагестан. Грузинците, които предават персите с договора от Георгиевс плащат висока цена – земите им са завладени отново от персите, а Тбилиси е плячкосан. Някои ханства взимат съдбоносното решение да поискат помощ от руснаците, докато други се съгласяват с каджарското управление. След внезапната смърт на Мохамед хан руснаците се оказват в ситуация на анексия спрямо Грузия и Дагестан, които доброволно искат руския сюзеринитет по-рано. Каджарите отговарят на тези събития като обявяват война при управлението на Фат Али шах. Войната започва с първоначален персийски успех и продължава до 1813 година, когато руснаците нападат Табриз.

Според професор Тадеуш Светочовски: 
| “ | Кратката и успешна руска кампания от 1812 година е завършена с договора от Гюлистан, който е подписан на 12 октомври на следващата година. Договорът осигурява включването в Руската империя на големи части от иранската територия в това число Дагестан, Грузия, провинция Шерагел, Имеретия, Гурия, Мингрелия и Абхазия, както и ханствата Карабах, Ганджа, Шеки, Ширван, Дербент, Куба, Баку и Талиш. | ” |

Според Сванте Корнел:
| “ | През 1812 година Русия прекратява войната с Турция и преминава в офанзива срещу Иран. Това води до договора от Гюлистан през 1813 година, който дава на Русия контрол над огромни територии, които дотогава са били поне номинално ирански и нещо повече са наследници на Иран. Цял Дагестан и Грузия, включително Мингрела и Абхазия са формално присъединени към Русия, както и осем ханства в днешен Азербайджан (Карабах, Ганджа, Шеки, Куба, Ширван, Талиш, Баку и Дербент). Както виждаме обаче персийците скоро ще предизвикват руското управление в района, което ще доведе до военна катастрофа. Иран губи контрол над целия Азербайджан и със споразумението от Туркменчай от 1828 година Русия заплашва да установи своя контрол над Азербайджан, освен ако Иран не плати военни обезщетения. Британците помагат на иранците по този въпрос, а Руси всъщност е на върха на териториалното си разширение. | ” |

Според Кеймбриджката история на Иран: 
| “ | Дори когато владетелите на платото им липсват средства да повлияят на сюзеренитета отвъд Аракс, съседните ханства все пак се смятат за зависими от Иран. Естествено това са тези ханства, които са най-близо до провинция Азербайджан, която най-често е обект на опити за възвръщане на иранския сюзеренитет: Ериванското, Нахичеванското и Карабахското ханство и ханство Талиш с неговите административни сгради в Ланкаран. Тези ханства са уязвими за натиск или от Табриз или от Ращ. Освен ханство Карабах, ханство Ганджа и валийство Гурджистан, макар и по-малко достъпни за принуда, също се смятат за васали на шаха, както са били и хановете на Шаки и Ширван на север от река Кура. Контактите меду Иран и ханствата Баку и Куба, обаче са, по-незначителни и се състоят главно от морски търговски връзки с градовете Анзали и Ращ. Ефективността на тези донякъде случайни твърдения за сюзеренитета зависят от способността на конкретен шах да накара да се усети волята му и местните ханове да избегнат задължения, които биха сметнали за обременяващи. | ” |

## Руско управление
След загубата от Русия, Каджарска Персия е принудена да подпише договора от Гюлистан през 1813 година, с което потвърждава загубата на Дагестан, Грузия и по-голямата част от Азербайджан. Местните ханства или изчезват (като Баку и Ганджа) или приемат руската опека. Руско-иранската война от 1826-1828 година води до нова загуба за иранската армия. Руснаците подписват нов договор в Тюркменчай, според който персите отстъпват всичките си територии в Кавказ на Русия. Договорът установява днешните граници на Азербайджан и Иран, като управлението на местните ханове е прекратено. В контролираните от РУсия територии са създадени две провинции, които по-късно съставляват по-голямата част от днешната република – Елисаветпол (Ганджа) на запад и Шамаха на изток.
В началото на руската администрация царете не се месят много в местните отношения, а миграцията на християнско население в Азербайджан е минимална. В резултат на катастрофалното земетресение от 1858 година столицата на източната провинция е преместена от Шамаха в Баку.
Откриването на нефт през 70-те години на 19 век води до период на безпрецедентно развитие и просперитет до началото на Първата световна война. В същия момент това създава огромни разминавания в богатството между големите европейски капиталисти и местната мюсюлманска работна сила. До 1900 година населението на Баку се увеличава от 10 000 до 250 000 в резултат на миграцията (поради наличието на работа) от цялата Руска империя, Иран и други места. Растежът на Баку и прогреса на експлоатиращата икономика води до появата на азерска националистически настроена интелигенция, която се е образовала и повлияна от европейските и османски идеи. Влиятелни мислители като Хасан бей Зардаби, Мирза Фатали Ахундов и по-късно Джалил Мамадгулкзадех, Мирза Алакбар Сибир, Нариман Нариманов и други ускоряват националистическият дискурс и се противопоставят на бедността, невежеството, екстремизма и търсят начини да проведат реформи в образованието и еманципацията на отхвърлените класи, включително и на жените. Финансовата подкрепа на милионери-филантропи като хаджи Зейналабдин Тагиев също спомага за издигането на азерска средна класа.
След катастрофалната руско-японска война от 1905 година в Баку избухва икономическа и политическа криза, която започва с обща стачка на нефтените работници през 1904 година. През 1905 година класови и етнически напрежения водят до арменско-татарски кланета. Царското правителство използва етническите и религиозни емоции, за да поддържа контрол в политиката на разделяй и владей.
Ситуацията се подобрява през 1906-1914 година, когато е въведена ограничена парламентарна система в Русия и мюсюлмански депутати от Азербайджан активно защитават азерските интереси в Думата. През 1911 година е създадена пантюрската и панислямистка партия Мусават Мамед Амин Расулзаде. Основана тайно партията се разраства бързо през 1917 година след свалянето на царския режим в Русия. Най-същностните идеи на партийната идеология на Мусават са секуларизъм, национализъм и федерализъм или автономия в по-широка обществена структура. Левицата и десницата в партията обаче се различават по мнението си по определени въпроси най-вече за разпределението на земята. Лидерът на партията е клонящия към левицата Расулзаде. След като Русия влиза в Първата световна война икономическото напрежение се покачва отново. Октомврийската революция води до гарантиране на правата на местното население, както и на самоуправлението, но тази автономия води също така до етнически конфликти между азери и арменци.

## Допълнителни източници
- Altstadt, Audrey. The Azerbaijani Turks: Power and Identity Under Russian Rule (Azerbaijan: Hoover Institution Press, 1992).
- Ashurbeyli, S. History of Shirvanshahs Elm 1983, 408 (in Azeri)
- de Waal, Thomas. Black Garden. NYU (2003). ISBN 0-8147-1945-7
- Goltz, Thomas. "Azerbaijan Diary: A Rogue Reporter`s Adventures in an Oil-Rich, War-Torn, Post-Soviet Republic".M.E. Sharpe (1998). ISBN 0-7656-0244-X
- Gasimov, Zaur: The Caucasus, European History Online, Mainz: Institute of European History, 2011, Посетен на 18 ноември 2011.
- Kalankatu, Moisey (Movses). The History of Caucasian Albanians. transl by C. Dowsett. London oriental series, vol 8, 1961 (School of Oriental and African Studies, Univ of London)
- At Tabari, Ibn al-Asir (trans by Z. Bunyadov), Baku, Elm, 1983?
- Jamil Hasanli. At the Dawn of the Cold War: The Soviet-American Crisis Over Iranian Azerbaijan, 1941–1946, (Rowman & Littlefield; 409 pages; $75). Discusses the Soviet-backed independence movement in the region and argues that the crisis in 1945–46 was the first event to bring the Soviet Union in conflict with the United States and Britain after the alliance of World War II
- Momen, M. An Introduction to Shii Islam, 1985, Yale University Press 400 p
- Shaffer, B. Borders and Brethren: Iran and the Challenge of Azerbaijani Identity (Cambridge: MIT Press, 2002).
- Swietochowski, Tadeusz. Russia and Azerbaijan: Borderland in Transition (New York: Columbia University Press, 1995).
- Van der Leew, Ch. Azerbaijan: A Quest for Identity: A Short History (New York: St. Martin's Press, 2000).
- History of Azerbaijan Vol I-III, 1960 Baku (in Russian)